# Chiara Piccinno
Chiara Piccinno (Milano, 29 gennaio 1985) è un'ex calciatrice italiana, di ruolo attaccante.

## Carriera

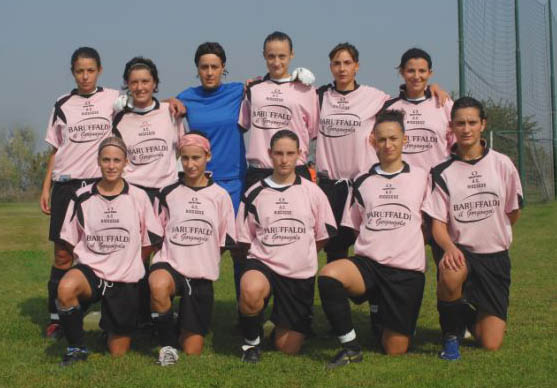
Piccinno, la prima in piedi da destra, in una foto di una formazione della Riozzese nel campionato 2007-2008.

Chiara Piccinno nella fase iniziale della carriera contribuisce all'ascesa della Riozzese, società calcistica femminile con sede nella frazione di Riozzo del comune di Cerro al Lambro. Con le rosanero riesce a concludere il Girone A del campionato di Serie A2 2006-2007 in prima posizione conquistando il diritto di partecipare alla Serie A. Le stagioni successive consentono alla Piccinno di mettersi in luce ma dopo un buon campionato, il 2007-2008, quello successivo si rivela ampiamente negativo per un infortunio che la lascia fuori rosa per un intero girone. Questo, unito all'indisposizione delle colleghe Chiara Pignedoli, Francesca Tonani, e Laura Biliato per gran parte della stagione, comprometterà inevitabilmente le sorti della società che, retrocessa in A2, decise di rinunciare all'iscrizione al campionato 2009-2010. Con il Riozzese, durante le due stagioni in Serie A, Piccinno riuscirà a segnare un totale di 12 reti.
Piccinno venne quindi contattata dalla dirigenza del Mozzanica, società dell'omonima cittadina in provincia di Brescia, la quale stava allestendo una rosa che le permettesse di accedere alla massima serie e che le propone un contratto per disputare il campionato di Serie A2 2009-2010 con la maglia biancoazzurra. Con le bergamasche centra subito il risultato e nella stagione successiva, il primo in Serie A del Mozzanica, contribuisce ad ottenere il 4º posto, miglior risultato della sua presenza nella massima serie. Rimane con il Mozzanica fino alla stagione 2013-2014, decidendo di abbandonare l'attività agonistica e congedandosi dalla società con un tabellino personale di 48 reti su 107 presenze e come miglior risultato, oltre al quarto posto della stagione 2010-2011, la semifinale raggiunta in Coppa Italia 2013-2014 quando viene eliminata dalla Torres.

## Palmarès

### Club
- Campionato di Serie A2: 2

Riozzese: 2006-2007
Mozzanica: 2009-2010